# Höllgrub (Haselbach)
Höllgrub ist ein Gemeindeteil von Haselbach im niederbayerischen Landkreis Straubing-Bogen.
Der Weiler liegt auf der Gemarkung Dachsberg auf einer Höhe um 420 m ü. NHN etwa eineinhalb Kilometer östlich des Ortskerns von Haselbach. Im Osten von Höllgrub liegt der Höllenberg, an dessen Nord- und Westhang die Einöden Höllberg und Höllhaus liegen. Von ihm herab fließt der Höllbach, der in Höllgrub in den Buchetbach mündet. 
In der Flur Höllgrub beim Außerfeld steht eine unter Denkmalschutz stehende Wegkapelle aus der Mitte des 19. Jahrhunderts.

## Geschichte
Bis zum 31. Dezember 1970 war Höllgrub ein Gemeindeteil der ehemaligen Gemeinde Dachsberg und wurde am 1. Januar 1971 im Zuge der Gebietsreform in Bayern in die Gemeinde Haselbach eingegliedert. Schreibweise in der Bistumsmatrikel von 1838 war Höhlgrueb.

## Einwohnerentwicklung
| Jahr      | 1838 | 1860 | 1871 | 1875 | 1885 | 1900 | 1913 | 1925 | 1950 | 1961 | 1970 | 1987 |
| --------- | ---- | ---- | ---- | ---- | ---- | ---- | ---- | ---- | ---- | ---- | ---- | ---- |
| Einwohner | 021  | 017  | 015  | 016  | 015  | 022  | 016  | 019  | 020  | 019  | 020  | 016  |